# Дедал
Дедал (латински и хеленизиран латински: Daedalos, гръцки: Daidalos (Δαίδαλος), означаващо „сръчен майстор“, етруски: Taitale) в древногръцката митология е изкусен архитект, гениален художник, механик и скулптор от Атина. Считан е за изобретател на разни инструменти, както и за автор на прочутия лабиринт на остров Крит.

## Потекло
Павзаний съобщава, че произлиза от атинския род на Метионидите. Според различните автори е син на Евпалам и Меропа (дъщерята на Ерехтей) или син на Метион и Итиной . Според друга версия е син на Паламаон. Потомък на Дедал е бил Сократ.

## Митология
Дедал учи занаят в Атина. Според една от легендите, той извършва престъпление, продиктувано от самолюбието му. Когато неговия ученик и племенник Пердикс проявява талант на изобретател, Дедал, считайки себе си за по-добър, решава да погуби потенциалния съперник. Завел го на Акропола и го бутнал от там, но богинята Атина не позволила младежа да загине и го превърнала в яребица (на латински: Perdix perdix). След това престъпление, атинския ареопаг осъжда Дедал на изгнание и той е принуден да напусне града.
Цар Минос приютил твореца на остров Крит и дълго се ползвал от услугите му. Според Павзаний, Дедал направил статуи на цар Минос и дъщеря му. Изготвил за жената на Минос, Пасифая, дървена крава, покрита с кожа и куха отвътре, в която тя да се скрива, за да задоволи страстта си към Критския бик. Създал лабиринт по образец на египетския. Построеният лабиринт бил обитаван от детето на Пасифея – Минотавъра (получовек-полубик).
Когато Тезей избягал, Минос затворил Дедал и Икар в лабиринт. Според друга версия, когато Тезей убил Минотавъра, той върнал Дедал в родината му. В края на живота си, прекаран в плен, Дедал решил да избяга заедно със сина си Икар, който се родил от робинята на Минос, Навкрата. Според друга версия, Дедал отплавал от Крит с помощта на Пасифея.
С помощта на изработените от него изкуствени криле, Дедал се спасил от преследването на Минос. Синът му Икар обаче загинал по време на полета, тъй като се приближил неразумно близо до Слънцето, което разтопило восъка, свързващ перата на крилата му. Морето, в което паднал Икар било наречено Икарийско. Дедал успял благополучно да стигне в Сицилия при цар Кокал.
Минос не успял да се примири с бягството на Дедал и знаейки колко е умен и съобразителен, разгласил, че този, който успее да прекара конец през раковина, като той трябва да влезе от единия край на раковината и да излезе от другия, ще получи голяма награда. Дедал, благодарен на цар Кокал, че го е приютил му казал как може да бъде изпълнено това условие (да пусне в раковината мравка с прикрепен конец. Мравката ще обиколи раковината и ще намери другия край). Цар Минос обаче веднага разбрал, че не цар Кокал е решил задачата и го призовал незабавно да му предаде Дедал. Цар Кокал не искал да се раздели с Дедал и поканил Минос на гости, а когато влязъл в банята, дъщерите му го полели с вряла вода. Според други версии самия Дедал полял Минос с вряла вода и така го убил.